# Іл-14
Іллюшин Іл-14 (по кодифікації НАТО: Crate) був радянським двомоторним цивільним та військовим, пасажирським та транспортним літаком. Перший політ був здійснений у 1950 році, прийнятий в експлуатацію у 1954 році. Іл-14 також виготовлявся у Східній Німеччині ВВБ Флюгцойгбау, в Чехословаччині як Авіа 14. Іллюшин Іл-14 був замінений на Ан-24 та Як-40.

## Технічні характеристики
- Екіпаж: чотири (льотні екіпажі)
- Місткість: 24-32 пасажирів
- Довжина: 22,30 м (73 футів 2 дюйми)
- Розмах крил: 31,70 м (104 фут. 0 дюймів)
- Висота: 7,90 м (25 футів 11 дюймів)
- Площа крила: 99,7 м² (1073 футів)
- Пуста вага: 12 600 кг (27778 фунтів)
- Макс. злітна вага: 18 000 кг (39 683 фунтів)
- Силова установка: 2 × Швецов АШ-82Т 14 циліндрів з повітряним охолодженням радіальних двигунів, 1417 кВт (1900 кінських сил) кожен
- Максимальна швидкість: 417 км / год (225 кн, 259 миль / год)
- Діапазон: 1305 км (705 нм, 811 мілі) (повна завантаженість)
- Стельовий сервіс: 7 400 м (24 280 футів)
- Швидкість підйому: 5 м / с (900 fpm)